# Mukeš Ambani
Mukeš Dirubaj Ambani (rođen 19. april 1957) indijski je milijarderski poslovni magnat, i predsednik, upravni direktor, i najveći deoničar Rilajans Industris Ltd. (RIL), Forčun global 500 kompanije i indijske najvrednije kompanije u pogledu tržišne vrednosti. Prema podacima iz aprila 2020, Mukeš Ambani je bio najbogatiji čovek u Aziji.

## Mladost
Mukeš Dirubaj Ambani je rođen 19. aprila 1957. godine u britanskoj krunskoj koloniji Aden (današnjem Jemenu) od oca Dirubaja Ambanija i majke Kokilaben Ambani. On ima mlađeg brata Anila Ambanija i dve sestre, Ninu Badrašjam Kotari i Diptu Dataraž Salgaokar.
Ambani je samo nakratko živeo u Jemenu, jer je njegov otac 1958. godine odlučio da se vrate u Indiju, da bi započeo trgovinski posao koji se fokusirao na začine i tekstile. Potonji je prvobitno nazvan „Vimal”, ali je kasnije promenjen u „Onli Vimal”. Njegova porodica živela je u skromnom dvosobnom stanu u Bulešvaru, Mumbaju do 1970-ih. Finansijski status porodice neznatno se popravio kada su se preselili u Indiju, ali Ambani je i dalje živeo u komunalnom društvu, koristio javni prevoz i nikada nije dobijao džeparac. Kasnije je Dirubhaj kupio stambeni blok, zgradu sa 14 spratova zvanu 'Morski vetar' u Kolabi, gde su donedavno Ambani i njegov brat živeli sa porodicama na različitim spratovima.

## Obrazovanje
Ambani je pohađao Hil Grandž srednju školu u Pedar ulici u Mumbaju, zajedno sa svojim bratom i Anandom Džejnom, koji je kasnije postao njegov bliski saradnik. On je dipolomirao hemijsko inženjerstvom na Istitutu za hemijsku tehnologiju. Ambani se kasnije upisao na magistarske studije na Stanford univerzitetu, ali je odustao od studija 1980. godine da bi pomogao svom ocu da izgradi porodično preduzeće, koje je u to vreme još uvek bilo malo, ali se brzo razvijalo. Dirubaj je verovao da se u veštine stvarnog života stiču kroz iskustva, a ne sedeći u učionici, te ga je pozvao da se vrati u Indiju iz Stanforda da bi preuzeo komandu nad projektom proizvodnje prediva u njegovoj kompaniji. Citirano je da je izjavio da su na njega uticali njegovi profesori Vilijam F. Šarp i Man Mohan Šarma, jer su oni bili „vrsta profesora koji su nas navodili da nekonvencionalno razmišljamo”.

## Karijera
Godine 1981, on je započeo da pomaže svom ocu Dirubaj Ambaniju u upravljanju porodičnim poslom, preduzećem Rilajans Industris Limited. Do tada je ono već bilo prošireno te se isto tako bavilo rafinerijama i petrohemijskim proizvodima. Posao je takođe uključivao proizvode i usluge u maloprodaji i telekomunikacionoj industriji. Rilajans Ritejl Ltd., jedna druga podružnica, bila je najveći maloprodajni lanac u Indiji. Njihovo preduzeće Džio je zaradilo prvih pet mesta u telekomunikacijskim uslugama u zemlji od svog javnog predstavljanja 5. septembra 2016.
Od 2016. godine, Ambani je bio rangiran na 38. mestu i dosledno je držao titulu najbogatije osobe u Indiji na listi magazina Forbes tokom poslednjih deset godina. On je jedini je indijski biznismen na Forbsovoj listi najmoćnijih ljudi na svetu. Mukeša Ambanija od januara 2018. godine Forbs rangira kao 18. najbogatiju osobu na svetu. On je nadmašio je Džeka Ma, izvršnog predsedavajućeg Alibaba Grupe, te je u julu 2018. godine postao najbogatija osoba u Aziji sa neto vrednošću od 44,3 milijarde dolara. Takođe je i najbogatija osoba na svetu van Severne Amerike i Evrope. Od 2015. godine, Ambani je zauzeo peto mesto među indijskim filantropima, prema kineskom istraživačkom institutu Hurun. On je postavljen za direktora Banke Amerike i postao je prvi neamerički član njenog upravnog odbora.
Putem Rilajansa on takođe poseduje franšizu Indijske premijerne lige Mumbajske Indijce, i osnivač je Indijske Super lige, fudbalske lige u Indiji. Godine 2012, Forbs ga je proglasio jednim od najbogatijih sportskih vlasnika na svetu. On živi u zgradi Antilija, jednoj od najskupljih privatnih rezidencija na svetu, čija vrednost doseže milijardu dolara.

## Hronologija

### 1980-te – 1990-te
Godine 1980, Indijska vlada pod Indirom Gandi otvorila je PFY (pređa od poliesterske niti) proizvodnju za privatni sektor. Džirubaj Ambani je podneo molbu za dozvolu za osnivanje proizvodnog pogona za PFY. Dobijanje licence bio je dugotrajni proces koji je zahtevao snažnu povezanost unutar birokratskog sistema, jer je vlada u to vreme ograničavala proizvodnju velikih razmera, što je onemogućilo uvoz pređe za tekstil. Uprkos oštroj konkurenciji Tatasa, Birlasa i 43 drugih, Džirubaj je dobio licencu,što se češće naziva licencom Raž. Džirubaj je ispisao svog najstarijeg sina sa Stanforda, gde je bio na magistarskim studijama, kako bi radio sa njim u kompaniji na osnivanju PFY fabrike. Ambani se više nije vraćao svojim univerzitetskim aktivnostima. On je vodio reverznu integraciju preduzeća, pri čemu kompanije poseduju svoje dobavljače kako bi ostvarile veće prihode i poboljšale efikasnost, polazeći 1981. godine od poliesterskog tekstila i šireći se dalje na druge petrohemijske supstance, od kojih se pravi pređa. Kada se pridružio kompaniji, bio je podređen Rasikbaju Mesvani, tadašnjem izvršnom direktoru. Kompanija se iz temelja gradila na principima da svi doprinose poslovanju i da ne zavise u velikoj meri od odabranih pojedinaca. Džirubaj ga je tretirao kao poslovnog partnera, pružajući mu slobodu da doprinosi mada je imao malo iskustva. Ovaj princip se pokazao efektivnim nakon Rasikbajeve smrti 1985. godine, zajedno sa Džirubajevim moždanim udarom iz 1986. godine, kada se sva odgovornost preneta na Ambanija i njegovog brata. Mukeš Ambani je osnovao Rilajans Infokom Limited (danas Rilajns Komunejšons Limited), koji je bio fokusiran na inicijative za informacionu i komunikacijsku tehnologiju. U uzrastu od 24 godine, Ambani je dobio zaduženje za izgradnju petrohemijskog postrojenja Patalganga kada je kompanija intenzivno ulagala u rafinerije nafte i petrohemijske hemikalije.

## Spoljašnje veze
- Mukeš Ambani на веб-сајту  (језик: енглески)